# Mittelbergferner
Mittelbergferner je také nazýván jako ledovec Pitztal a leží na konci údolí Pitztal pod vrcholem Wildspitze v Ötztalských Alpách ve spolkové zemi Tyrolsko v Rakousku. Jeho rozloha byla v roce 2009 9,92 km², vlivem globálního oteplování se ledovec zmenšil na 9,54 km² v roce 2019.

## Poloha
Mittelbergferner se nachází jižně od konce údolí Pitztalu na severním okraji hlavního alpského hřebene uprostřed Ötztalských Alp, jen kousek severovýchodně od Wildspitze, nejvyšší hory Severního Tyrolska. Nejvyšší vrcholy v okolí Mittelbergferneru jsou Hinterer Brunnenkogel (3440 m n. m.), Schuchtkogel (3472 m n. m.), Wießer Kogel (3409 m n. m.), Mutkogel (3309 m n. m.) a Linker Fernerkogel (3277 m n. m.). Uprostřed Mittelbergferneru leží Rechter Fernerkogel (3298 m n. m.), který svým hřebenem vybíhajícím jihozápadně na Schuchtkogel rozděluje ledovec na dvě poloviny. Ledovcový jazyk Mittelbergferneru teče na sever ve směru k údolí Pitztal, odkud vytéká řeka Pitze. Velká část tající vody z Mittelbergferneru byla od roku 1964 přepravována v deset kilometrů dlouhém podzemním tunelu do nádrže Gepatsch-Stasee, odkud je napájená 14 km dlouhým tunelem vodní elektrárna Kaunertal.

## Cestovní ruch
Se třemi lyžařskými oblastmi Pitztalský ledovec, Hochzeiger Bergbahnen a Rifflsee Bergbahnen, Pitztal nabízí širokou škálu volnočasových a sportovních aktivit. Ledovec Pitztal je nejvýše položeným rakouským lyžařským areálem, dosahuje až do výšky 3 440 m n. m., který byl uveden do provozu v roce 1983. Rozloha lyžařského areálu je asi 75 ha.
Infrastruktura zimních sportů a související strukturální opatření současně způsobují vážné zásahy do vysokohorské krajiny a citlivého ledovcového ekosystému. Od roku 2015 existují plány na propojení lyžařských oblastí Pitztalský ledovec a Sölden.
Z údolní stanice Mittelbergu (1736 m n. m.) vede podzemní lanová dráha Pitz Express na horu Mittelbergferner (3570 m) s konečnou stanicí v nadmořské výšce 2 840 m, která je jednou z velkých atrakcí ledovce. Lanová dráha byla postavena v letech 1982–1983 a uvedena do provozu  23. prosince 1983.
Ve výšce 3 440 m n. m. se nachází od roku 2012 nejvýše položena kavárna v Rakousku Cafe 3.440, ke které vedla lanovka Pitz Panorama nejvýše položena lanovka v Evropě, postavena v roce 1989. V letech 2011–2012 byla postavena  lanovka Wildspitzebahn, která nahradila lanovku Pitz Panorama. Lanová dráha začíná u konečné stanice Pitz Expressu.
V roce 1995 skončilo letní lyžování a od tohoto roku je na ledovci lyžařská sezona pouze od září do května.